# Командование оперативной поддержки Канады
Кома́ндование операти́вной подде́ржки Кана́ды (англ. Canadian Operational Support Command, CANOSCOM, фр. Commandement du soutien opérationnel du Canada, COMSOCAN) — одно из семи командований Канадских вооружённых сил. Создано в 2006 году.
В октябре 2012 года Командование Канады, Командование экспедиционных войск Канады и Командование оперативной поддержки Канады были объединены в Командование совместных операций Канады.
Командование оперативной поддержки обеспечивало Канадские вооружённые силы боевой поддержкой, включая материально-техническое обеспечение, инженерные войска, техническое обслуживание наземного оборудования, связь и информационные системы, услуги в области здравоохранения и военную полицию) и обслуживало как внутренние, так и международные миссии.
Командование оперативной поддержки состояло примерно из 1100 солдат всех родов войск Канадских вооружённых сил, обеспечивающих оперативную поддержку тысячам членов Канадских вооружённых сил, участвующих во многих операциях. Командованию оперативной поддержки подчинялись Объединённая группа поддержки Канадских вооружённых сил, Объединённый сигнальный полк Канадских вооружённых сил и Объединённая 4-я материальная часть.